# Leptotarsus (Longurio) caparaonus
Leptotarsus (Longurio) caparaonus is een tweevleugelige uit de familie langpootmuggen (Tipulidae). De soort komt voor in het Neotropisch gebied.